# Metalepsis (geslacht)
Metalepsis is een geslacht van vlinders van de familie uilen (Noctuidae), uit de onderfamilie Noctuinae.

## Soorten
- M. cornuta Grote, 1874
- M. fishii Grote, 1878
- M. salicarum Walker, 1857